# Albonectria
Albonectria is een monotypisch geslacht van schimmels behorend tot de familie Nectriaceae. Het bevat alleen Albonectria rigidiuscula.